# تانغ هاميلتون
تانغ هاميلتون (بالإنجليزية: Tang Hamilton)‏ مواليد 26 مايو 1978 في جاكسون، هو لاعب كرة سلة أمريكي معتزل. بدأ مسيرته الاحترافية في سنة 2001. يبلغ طوله 6 قدم 7 بوصة (2.0 م). اعتزل اللعب في 2012.

## المسيرة الاحترافية
لعب مع ميامي هيت في سنة 2001، ثم لعب مع نادي أزوفماش لكرة السلة في موسم 2003–2004، ثم لعب مع أوكلاهوما سيتي بلو في سنة 2006، ثم لعب مع نادي جاورس دي لارا لكرة السلة في موسم 2007–2008.

## روابط خارجية
- تانغ هاميلتون على موقع الاتحاد الدولي لكرة السلة (الإنجليزية)
- تانغ هاميلتون على موقع إن بي أي (الإنجليزية)
- تانغ هاميلتون على موقع سبورتس رفرنس (الإنجليزية)
- تانغ هاميلتون على موقع كرة السلة الأوروبية.كوم (الإنجليزية)
- تانغ هاميلتون على موقع كلية كرة السلة في سبورتس رفرنس.كوم (الإنجليزية)
- تانغ هاميلتون على موقع ريلجم (الإنجليزية)
- تانغ هاميلتون على موقع بروبوليرز (الإنجليزية)
- تانغ هاميلتون على موقع سبورتس رفرنس (الإنجليزية)